# Озёрная руда
Озёрная руда — скопление полезных ископаемых на дне озёр. Озёрная руда может быть как жидкой, так и твёрдой (донные озёрные осадки).
К категории жидких озёрных руд относят озёра, воды которых имеют повышенную концентрацию лития. Примером может служить Большое Солёное озеро (США), в водах которого содержание Li2O составляет 0,13%; к ним же относятся осадки высохших озёр пустыни Атакама в Чили, содержащий 0,2% Li2O. К твёрдым относятся ископаемые озёрные руды — осадки древних озёр. Они составлены гидрогетитовыми желваками в пластах глинисто-песчаных пород юрского периода. К редким относятся рассолы калий-натриевых солей. 
Озёрные руды встречаются в Западно-Сибирской и Туранской низменностях, Карелии,  Финляндии, Монголии, Америке, Восточной Африке, Австралии и т.д. Соляная масса состоит из соляного рассола и твёрдой субстанции, находящихся в состоянии подвижного равновесия. Железная (лимонитовая) руда, отложенная на дне озёр, сходна с болотными рудами. Распространена в озёрах северной части России.
Как правило, озёрные руды залегают отдельными  пластами, прослоями и линзами от нескольких сантиметров до трёх метров.

## Использование
Согласно «БСЭ», промышленное значение озёрных руд невелико.  В XIX веке переработкой озёрных руд Финляндии в чугун и сталь занимался Николай Иванович Путилов.  